# Abatemarco
Az Abatemarco egy folyó Olaszország déli részén, Cosenza megyében. A Pollino masszívumból ered, átszeli Cosenza megye területét és a Policastrói-öbölbe torkollik Santa Maria del Cedro városa mellett.